# Erico Braga
Erico Maria Correia Braga (Porto, 16 de novembro de 1892 — Lisboa, 24 de outubro de 1962), foi um ator, dramaturgo, cineasta, empresário, encenador, jornalista, produtor, roteirista e tradutor português.

## Biografia
Nasceu no Porto, a 16 de novembro de 1892, na Rua da Rainha, freguesia de Paranhos. Era filho do 2.º Conde e Visconde de São Salvador de Matosinhos, João José dos Reis Júnior e de Clementina Maria Correia Braga , tinha 4 irmãs , Ofelia , Alice ,Edith, Dalila.
www.|url=https://pesquisa.adporto.arquivos.pt/viewer?id=830353 |titulo=Livro de registo de baptismos da Paróquia de Paranhos (1893) |acessodata= |website=pesquisa.adporto.arquivos.pt |publicado=Arquivo Distrital do Porto |pagina=16, assento 31}}</ref>
Proveniente de uma família nobre, estava-lhe destinada uma carreira de engenheiro, que abandonou para se dedicar à vida artística. Pela mão do seu amigo Lino Ferreira estreia-se, a 19 de janeiro de 1916, no Teatro Politeama, na peça A Vida de um Rapaz Pobre, adaptação teatral do romance de Feuillet. Nesse mesmo ano faz uma primeira digressão ao Brasil, estreando-se no cinema, com o filme Perdida, de Luís de Barros.
Na década de 1920, fundou a produtora Empresa Erico Braga. No teatro, especializou-se em representação de alta-comédia, foi autor de revista, encenador, empresário, agente artístico (entre outros, de Amália Rodrigues), locutor, apresentador, jornalista (no Diário de Notícias, promoveu espetáculos e foi relações públicas), tradutor e ainda editor da revista O Girassol. Organizou as Festas Populares, o Pavilhão Português na Exposição Internacional de Paris, além de festas e passagens de modelos francesas em casinos. Colaborou nas Festas das Costureiras (patrocinadas por O Século no Coliseu dos Recreios), foi diretor artístico do Concursos de Misses do Casino Estoril, participou no Natal dos Hospitais e Construções na Areia (pelo Diário de Notícias) e foi também secretário da Aliance Française em Portugal e diretor do Consórcio Geral de Espetáculos. Recebeu os galardões de Prémio da Crítica (1957), Oficialato da Instrução Pública de França e Oficial da Benemerência de Portugal. Durante a sua carreira, foi autor de 266 obras.
Em 1923 casou-se com a atriz Lucília Simões, com que fundou uma companhia teatral, tendo-se separado em 1936 e divorciado em 1948. Ao lado da sua mulher participa em inúmeras peças, como Mar Alto, Garçonne, A Nova Escola de Maridos, O Burro em Pé, O Areias de Portugal, entre muitas outras. Deixou um longo repertório no cinema português.
A 9 de agosto de 1949 casou com Maria Emília de São Paio de Melo e Castro. Faleceu subitamente vitimado por um aneurisma da aorta, aos 69 anos de idade, a 24 de outubro de 1962, no número 183 da Rua das Amoreiras, freguesia de Campolide, em Lisboa, sendo sepultado no Jazigo dos Artistas do Cemitério dos Prazeres. Residia no rés-do-chão do número 14 da Praça José Fontana, na freguesia de São Jorge de Arroios. Não deixou descendência.

## Filmografia
- Os Milagres de Santo António (1909)
- Perdida (1916)
- A Rosa do Adro (1919) - "Fernando"
- Os Fidalgos da Casa Mourisca (1921) - "Maurício de Negrão"
- Cláudia (1923) - "Visconde da Casa Real"
- A Morgadinha de Val-Flor (1923)
- Ver e Amar! (1930)
- Lisboa, Crónica Anedótica (1930)
- A Voz do Operário (1931)
- Sorte Grande (1938)
- O Violino do João (1944) - "D. Jacinto"
- Inês de Castro (1944) - "Rei D. Afonso IV"
- A Noiva do Brasil (1945) - "Comandante do navio"
- É Perigoso Debruçar-se (1946)
- O Hóspede do Quarto 13 (1946) - "Aristocrata"
- O Cantor Desconhecido (1947)
- O Leão da Estrela (1947) - "Sr. Barata"
- Fado, História d'uma Cantadeira (1947) - "Apresentador"
- Sol e Toiros (1949) - "João Gama"
- Nossa Senhora de Fátima (1951)
- A Garça e a Serpente (1952) - "Pedrosa, o diretor"
- O Costa d'África (1954) - "Barão Espinhosel"
- O Noivo das Caldas (1956) - "Conde de Valdevez"
- Lavadeiras de Portugal (1957)
- Sangue Toureiro (1958) - "Jerónimo de Vinhais"